# Parisa Tabriz
Parisa Tabriz, née en 1983 à Chicago, est une experte en sécurité informatique. Elle occupe le poste de directrice de l'ingénierie au sein de Google, située au siège de l'entreprise à Mountain View, en Californie. En tant que responsable de l'ingénierie chez Google, elle est chargée de superviser le navigateur Google Chrome et dirige une équipe de « hackers embauchés » qui contrôle la sécurité.
En tant qu'ingénieure en logiciel et spécialisée dans la sécurité des produits Google, elle a choisi le titre de « Princesse de la sécurité » sur sa carte de visite pour y donner une touche plus fantaisiste que le titre « Ingénieure en sécurité de l'information ».
Tabriz se qualifie comme une hackeuse qui fait partie du bon côté, c'est-à-dire comme une white hat, qui utilise ses compétences informatiques avec des bonnes intentions. Elle défend la nécessité, pour les milieux informatiques et technologiques, d'intégrer une diversité des groupes sociaux.
À 31 ans, elle devient une des rares femmes reconnues dans le milieu de la technologie informatique et de la cybersécurité.

## Biographie
Parisa Tabriz est née d'une mère d'origine américano-polonaise et d'un père d'origine iranienne. Sa mère est infirmière et son père docteur. Elle est la sœur aînée de deux frères et a grandi avec sa famille dans la banlieue de Chicago. Parisa Tabriz déclare même n'avoir jamais touché à des ordinateurs avant d'entrer à l'université,.

### Formation
Talentueuse en mathématiques et en sciences, Parisa Tabriz poursuit ses études à l' Université de l'Illinois à Urbana – Champaign pour étudier l'ingénierie informatique,.
Elle obtient un baccalauréat et une maîtrise en sciences. Durant son cursus, elle  mène des recherches qui portent sur la sécurité sans fil ainsi que sur les technologies permettant d'améliorer la protection de la vie privée des utilisateurs et utilisatrices,. Ces articles scientifiques sont co-dirigés par son directeur Nikita Borisov.
Parisa abriz et les amis de son club s'envoient des messages chiffrés et codés à travers des images de chat par courrier électronique. Cette pratique est la stéganographie, qui se définit comme l'art de caché un message à l'aide du codage. La rumeur disait que Oussama ben Laden faisait usage de cette pratique en chiffrant ses instructions à son réseau terroriste par le codage sur des sites pornographiques.

### Carrière
Parisa Tabriz parvient à décrocher un stage d'été en 2006 chez Google, au sein de l'équipe principale de sécurité, alors qu'elle était encore étudiante ,. C'est à cette occasion, quelques mois après l'obtention de son diplôme, qu'elle est embauchée par l'entreprise en 2007,,. Elle devient la première femme à rejoindre une petite équipe composée de 30 spécialistes de la sécurité informatique, communément appelée l'équipe des  « hackers embauchés »,,. Plus précisément, son travail consiste à identifier les failles de sécurité au sein du système de Google,. En effet, depuis 2013, Parisa Tabriz est chargée de la sécurité de Google Chrome et son travail permet de protéger des millions d'utilisateurs et utilisatrices de ce navigateur,. Au total, elle supervise environ 200 ingénieurs et ingénieures dans les bureaux de Google à Zurich, Tokyo, Sydney et Munich.
Parisa Tabriz est également responsable de la formation du personnel sur les questions de sécurité. Par exemple, elle a travaillé avec des jeunes du DEFCON et des éclaireuses afin d'intégrer des groupes de personnes représentant un profil plus diversifié dans le domaine de la sécurité informatique. Chaque jour, l'équipe dirigée par Parisa Tabriz lance des attaques contre les logiciels de Google qui sont d'ordre préventives comme l'usurpation d'identité en ligne, les arnaques, vols d'informations financières, de connexions, de pages Web falsifiées ou encore d'attaques plus sophistiquées,.
Dans le cadre de son travail, Parisa Tabriz donne des séminaires aux ingénieurs d'entreprises « non hackers » sur le piratage, dont le but est de les former à « penser comme un hacker ». Elle demande à ces ingénieurs de concevoir des plans d'attaques en déjouant un système technique. Comme par exemple, elle propose de trafiquer un distributeur automatique afin d'obtenir des snacks gratuits.
Elle s'occupe également des concours organisés et parrainés par Google qui sont destinés aux hackers et hackeuses indépendantes. L'entreprise distribue une récompense financière allant de 25 000 $ à 6 000 $ pour chaque faille de sécurité identifiée dans les programmes informatiques de Google.

### Project Zero
En 2016, Parisa Tabriz prend la direction du Project Zero (Google), un groupe de recherche qui se focalise sur la sécurité offensive. L'objectif de ce projet est d'identifier les vulnérabilités nouvelles provenant des produits fabriqués par Google mais également de ses concurrents,,.

## Anecdote
Lors d'une conférence organisée au Japon, Parisa Tabriz se fait connaître en tant que  « princesse de la sécurité »,,. Parisa Tabriz devait disposer d'une carte de visite affichant le titre de sa fonction « Ingénieure en sécurité de l'information » qu'elle a changé pour princesse, car cela lui paraissait moins ennuyeux, plus amusant et teinté d'une certaine ironie, selon les dires du responsable RH de l'entreprise,,.
Avec ce surnom de « princesse », Parisa Tabriz exprime sa volonté de faire savoir que les femmes sont tout autant capables de contribuer à l'ingénierie ainsi que d'étudier les STIM. À cela, elle ajoute qu'elle aimerait rappeler aux hommes que le domaine de la cybersécurité appartient également aux femmes.
En 2018, en réponse à la conférence RSA  qui ne comportait qu'une seule conférencière dans une liste de 20 participants, Parisa Tabriz a co-fondé la conférence « Notre défense sécuritaire ».

## Prises de position
Dans le monde du piratage informatique, Parisa Tabriz se définit comme une hackeuse appartenant du bon côté, c'est-à-dire white hat, qui utilise ses compétences mathématiques pour faire le bien et sans mauvaise intention. Lors des recrutements, elle cherche des profils de personnes suffisamment qualifiées pour déjouer les cybercriminels les plus brillants mais suffisamment fortes moralement pour résister aux tentations illégales.
Parisa Tabriz accorde beaucoup d'importance aux questions de diversité dans les emplois techniques et informatiques au sein de Google ,. Selon un rapport évaluant la diversité, le géant de la Silicon Valley est majoritairement composé d'hommes. Les femmes occupant des postes de direction, comme Parisa Tabriz représentent 20 %.
À cela, elle a constaté que plus de femmes rejoignent l'équipe de sécurité depuis qu'elle en assure la direction. En effet, elle considère la diversité des genres comme primordial pour assurer au mieux la sécurité informatique au sein de Google. Plus précisément, il faut que des femmes soient présentes dans ces postes de sécurité afin de pouvoir comprendre et capturer les préoccupations et menaces auxquelles les utilisatrices sont spécifiquement confrontées par rapport aux hommes. Elle mobilise comme exemple la création des smartphones avec des écrans plus grands qui n'entrent pas dans les poches de pantalons conçus pour les femmes, ce qui montre que peu d'entre elles ont participé à ce changement technologique ,.
Pendant son temps libre, Parisa Tabriz communique avec les écrivains et producteurs hollywoodiens sur l'image historiquement ancrée du hacker. C'est-à-dire, celle d'un jeune homme blanc, génie et antisocial, portant un sweat à capuche. Elle pense que c'est important de contrer cette image pour que les jeunes filles puissent avoir un modèle auquel s'identifier.

## Reconnaissance
- En 2012, le magazine Forbes intègre Parisa Tabriz dans la liste des 30 des personnes âgées de moins de 30 ans travaillant dans l'industrie technologique et qui sont à suivre de près[11],[23],[12].
- En 2014, à 31 ans, Parisa Tabriz est reconnue dans le milieu du piratage informatique, ce qui va à l'encontre des stéréotypes de genre associés au génie informatique[7].

- En 2017, le magazine Wired l'intègre dans la liste des 20 visionnaires de la technologie[24].

- En 2018, le magazine Fortune l'intègre dans sa liste annuelle des « Top 40 des moins de 40 ans » qui influencent le plus les jeunes dans la liste des entreprises[25].